# جون ريان (لاعب كرة قدم مواليد 1962)
جون ريان (بالإنجليزية: John Ryan)‏ هو لاعب كرة قدم بريطاني في مركز الدفاع، ولد في 18 فبراير 1962 في أشتون أندر لاين ‏ في المملكة المتحدة. شارك مع منتخب إنجلترا تحت 21 سنة لكرة القدم. أما مع النوادي، فقد لعب مع أولدهام أثلتيك وشيفيلد وينزداي ونادي بوري ونادي تشيسترفيلد ونادي روتشديل ونادي ستاليبريدج سيلتيك ونادي مانسفيلد تاون ونيوكاسل يونايتد.